# RTÉ Television
RTÉ Television es la división de Raidió Teilifís Éireann (RTÉ) que gestiona la televisión pública de ámbito nacional en la República de Irlanda. Su primer canal fue Telefís Éireann, que comenzó sus emisiones el 31 de diciembre de 1961. Desde entonces, RTÉ Television ha añadido canales y servicio digital a su programación.

## Canales
Linear
- RTÉ One (lanzado en 1961 como Telefís Éireann, conocido como RTÉ desde 1966; emisiones en alta definición desde 16 de diciembre de 2013)
- RTÉ2 (lanzado en 1978, conocido desde 1988 a 2004 como Network 2; emisiones en alta definición desde octubre de 2011)
- RTÉ News Now (lanzado el 12 de junio de 2008)
- RTÉjr (lanzado el 27 de mayo de 2011)
- RTÉ One +1 (lanzado el 27 de mayo de 2011)
- RTÉ2+1 (lanzado el 19 de febrero de 2019)

IPTV
- RTÉ Food (disponible desde RTÉ Player)
- RTÉ Archive (disponible desde RTÉ Player)

### Canales propuestos
- RTÉ Ireland.[1]
- RTÉ Arts & Culture (solo IPTV).[1]
- RTÉ Comedy (solo IPTV)[1]
- RTÉ Sport (solo IPTV)[1]
- RTÉ Lifestyle (solo IPTV)[1]
- RTÉ Young Adults (solo IPTV)[1]
- RTÉ Education (solo IPTV)[1]
- RTÉ Business (solo IPTV)[1]